# Luca De Aliprandini
Luca De Aliprandini, italijanski alpski smučar, * 1. september 1990, Cles, Trento, Italija
Luca se je rodil v Clesu v Trentinu. Nastopil je za Italijo na zimskih olimpijskih igrah 2014 v alpskem smučanju ter ponovno leta 2018. Na njegovem drugem svetovnem prvenstvo leta 2021 v Cortini d'Ampezzo je osvojil srebrno medaljo v veleslalomu.
Od leta 2014 je v zvezi s švicarsko alpsko smučarko Michelle Gisin.

## Kariera

### Sezonska lestvica
| Sezona | Starost | Skupni seštevek | Slalom      | Veleslalom  | Superveleslalom | Smuk        | Alpska kombinacija |
| ------ | ------- | --------------- | ----------- | ----------- | --------------- | ----------- | ------------------ |
| 2013   | 22      | 103.            | —           | 35.         | —               | —           | —                  |
| 2014   | 23      | 54.             | —           | 19.         | 49.             | —           | —                  |
| 2015   | 24      | Ni tekmoval     | Ni tekmoval | Ni tekmoval | Ni tekmoval     | Ni tekmoval | Ni tekmoval        |
| 2016   | 25      | 88.             | —           | 31.         | 62.             | —           | —                  |
| 2017   | 26      | 41.             | —           | 11.         | 35.             | —           | 41.                |
| 2018   | 27      | 49.             | —           | 16.         | 45.             | —           | 32.                |
| 2019   | 28      | 47.             | —           | 15.         | —               | —           | —                  |
| 2020   | 29      | 41.             | —           | 13.         | —               | —           | —                  |
| 2021   | 30      | 36.             | —           | 11.         | —               | —           | —                  |

### Top 10 uvrstitev
| Datum             | Lokacija                         | Disciplina    | Uvrstitev |
| ----------------- | -------------------------------- | ------------- | --------- |
| 14. december 2013 | Val d'Isere, Francija            | veleslalom    | 6.        |
| 15. marca 2014    | Lenzerheide, Švica               | veleslalom    | 7.        |
| 26. februar 2016  | Hinterstoder, Avstrija           | veleslalom    | 7.        |
| 23. oktober 2016  | Sölden, Avstrija                 | veleslalom    | 10.       |
| 4. december 2016  | Val d'Isère, Francija            | veleslalom    | 6.        |
| 18. december 2016 | Alta Badia, Italija              | veleslalom    | 7.        |
| 29. januar 2017   | Garmisch-Partenkirchen, Nemčija  | veleslalom    | 10.       |
| 17. december 2017 | Alta Badia, Italija              | veleslalom    | 8.        |
| 6. januar 2018    | Adelboden, Švica                 | veleslalom    | 4.        |
| 16. december 2018 | Alta Badia, Italija              | veleslalom    | 7.        |
| 19. december 2018 | Saalbach-Hinterglemm, Avstrija   | veleslalom    | 9.        |
| 16. marec 2019    | Soldeu, Andora                   | veleslalom    | 7.        |
| 27. oktober 2019  | Sölden, Avstrija                 | veleslalom    | 8.        |
| 22. februar 2020  | Nigata Juzava, Japonska          | veleslalom    | 10.       |
| 2. marca 2020     | Hinterstoder, Avstrija           | veleslalom    | 5.        |
| 18. oktober 2020  | Sölden, Avstrija                 | veleslalom    | 10.       |
| 7. december 2020  | Santa Caterina Valfurva, Italija | veleslalom    | 6.        |
| 09. januar 2021   | Adelboden, Švica                 | veleslalom    | 6.        |
| 19. marca 2021    | Lenzerheide, Švica               | Team Parallel | 8.        |
| 20. marec 2021    | Lenzerheide, Švica               | veleslalom    | 5.        |
| 24. oktober 2021  | Sölden, Avstrija                 | veleslalom    | 8.        |
| 11. december 2021 | Val d'Isère, Francija            | veleslalom    | 4.        |
| 19. december 2021 | Alta Badia, Italija              | veleslalom    | 5.        |
| 20. december 2021 | Alta Badia, Italija              | veleslalom    | 2.        |

### Rezultati svetovnega prvenstva
| Leto | Starost | Slalom | Veleslalom | Superveleslalom | Smuk | Alpska kombinacija | Ekipna tekma | Paralelna tekma |
| ---- | ------- | ------ | ---------- | --------------- | ---- | ------------------ | ------------ | --------------- |
| 2019 | 28      | —      | 20.        | —               | —    | —                  | —            | —               |
| 2021 | 30      | —      | 2.         | —               | —    | —                  | Četrtfinale  | 5.              |

### Rezultati Olimpijskih iger
| Leto | Starost | Slalom | Veleslalom       | Superveleslalom | Smuk | Alpska kombinacija |
| ---- | ------- | ------ | ---------------- | --------------- | ---- | ------------------ |
| 2014 | 23      | —      | 11               | —               | —    | —                  |
| 2018 | 27      | —      | Diskvalifikacija | —               | —    | —                  |